# Municipio de Elkhart (Misuri)
El municipio de Elkhart (en inglés: Elkhart Township) es un municipio ubicado en el condado de Bates en el estado estadounidense de Misuri. En el año 2010 tenía una población de 299 habitantes y una densidad poblacional de 3,25 personas por km².

## Geografía
El municipio de Elkhart se encuentra ubicado en las coordenadas 38°21′59″N 94°26′48″O / 38.36639, -94.44667. Según la Oficina del Censo de los Estados Unidos, el municipio tiene una superficie total de 92.09 km², de la cual 91,67 km² corresponden a tierra firme y (0,46 %) 0,42 km² es agua.

## Demografía
Según el censo de 2010, había 299 personas residiendo en el municipio de Elkhart. La densidad de población era de 3,25 hab./km². De los 299 habitantes, el municipio de Elkhart estaba compuesto por el 94,31 % blancos, el 0,33 % eran asiáticos, el 3,68 % eran de otras razas y el 1,67 % eran de una mezcla de razas. Del total de la población el 4,68 % eran hispanos o latinos de cualquier raza.